# Push Pull
Push Pull è il sesto album in studio del gruppo musicale statunitense Hoobastank, pubblicato nel 2018.

## Tracce
Testi e musiche di Douglas Robb, Daniel Estrin, Chris Hesse e Jesse Charland, eccetto dove indicato.
1. Don't Look Away – 3:29
2. Push Pull – 3:08
3. More Beautiful – 3:53
4. Head over Heels (Tears for Fears cover) – 3:58 (Roland Orzabal, Curt Smith)
5. True Believer – 3:21
6. Just Let Go (Who Cares If We Fall) – 2:58
7. Better Left Unsaid – 3:34
8. We Don't Need the World – 3:56
9. Buzzkill (Before You Say Goodbye) – 3:58
10. Fallen Star – 4:21
11. There Will Never Be Another One – 4:25

## Formazione
- Doug Robb – voce, chitarra
- Daniel Estrin – chitarra
- Chris Hesse – batteria, percussioni
- Jesse Charland – basso, cori